# Marv Winkler
Marv Winkler, Marvin Winkler, né le 18 février 1948 à Indianapolis, est un joueur américain de basket-ball.

## Biographie
Après une carrière universitaire effectuée avec les Ragin' Cajuns de Louisiana-Lafayette de l'université de Louisiane à Lafayette, il est choisi en cinquantième position de la Draft 1970 de la NBA par les Bucks de Milwaukee. Lors de la troisième saison avec cette franchise, il dispute un total de deux matchs de saison régulière pour une moyenne de 2,7 points, 1,3 rebond et 0,7 passe, puis remporte le titre de champion NBA, dont il dispute cinq rencontres de playoffs. La saison suivante, il évolue en American Basketball Association (ABA) avec les Pacers d'Indiana, disputant vingt rencontres pour des statistiques de 2,0 points, 0,8 rebond et 0,6 passe.